# 北京饭店 (莫斯科)

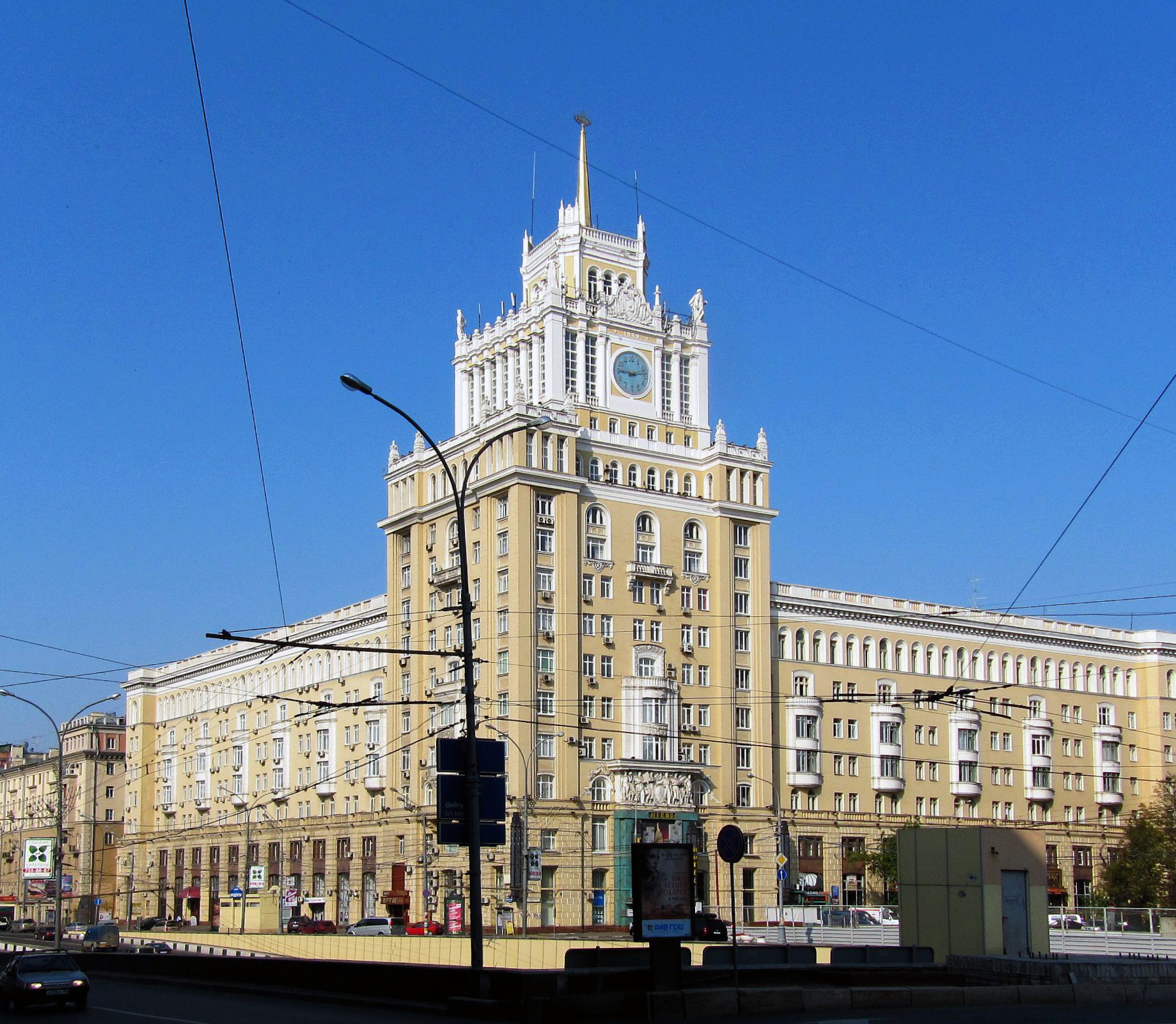
北京饭店

北京饭店 （俄语：Пекин）是一家位于俄罗斯莫斯科市中心花园环路和特维尔大街交汇处的四星级饭店，建于1939年至1958年，属于斯大林式建筑，由苏联建筑师德米特里·切丘林设计。该饭店原本是作为中苏友谊的象征而建造，但建成时两国关系已经恶化。